# جوبه برغال
جوبة برغال (به عربی: جوبة برغال) یک منطقهٔ مسکونی در سوریه است که در شهرستان القرداحة واقع شده‌است.

## خصوصیات
جوبة برغال ۹۵۹ نفر جمعیت دارد.